# 1896 no Brasil
Esta é uma cronologia dos fatos acontecimentos de ano 1896 no Brasil.

## Incumbentes
- Presidente do Brasil - Prudente de Morais (15 de novembro de 1894 – 15 de novembro de 1898)

## Eventos
- 15 de maio: A República do Manhuaçu é proclamada dentro do território do estado de Minas Gerais até o seguinte mês do mesmo ano.
- 8 de julho: A primeira sessão de cinema do país acontece na Rua do Ouvidor, no Rio de Janeiro.[1][2]
- 24 de outubro: É criado o Estado-Maior do Exército pela lei n° 403, sancionada pelo presidente da República, Prudente de Morais.
- 7 de novembro: Início da Guerra de Canudos.
- 15 de dezembro: Fundada a Academia Brasileira de Letras, por iniciativa de seu primeiro presidente, Machado de Assis.
- 16 de dezembro: A Paróquia Nossa Senhora do Rosário é fundada em Rio Claro do Sul, Paraná.[3]
- 31 de dezembro: O Teatro Amazonas é inaugurado pelo governador Fileto Pires Ferreira em Manaus.